# سيريل ووكر
سيريل ووكر (بالإنجليزية: Cyril Walker)‏ (و. 1892 – 1948 م) هو لاعب غولف، من الولايات المتحدة الأمريكية، ولد في مانشستر، توفي عن عمر يناهز 56 عاماً، بسبب ذات الرئة.